# 威廉街140號
威廉街140號（英語：140 William Street，原稱：BHP House）一座位於澳大利亞墨爾本中心商務區威廉街140號的摩天大樓，是墨爾本建築遺產之一。

## 外部連結
- Emporis.com （页面存档备份，存于）